# يالقوز أغاج
يالقوز أغاج هي قرية في مقاطعة سلماس، إيران. عدد سكان هذه القرية هو 1,247 في سنة 2006.